# Maltese Falcon (schip, 2006)

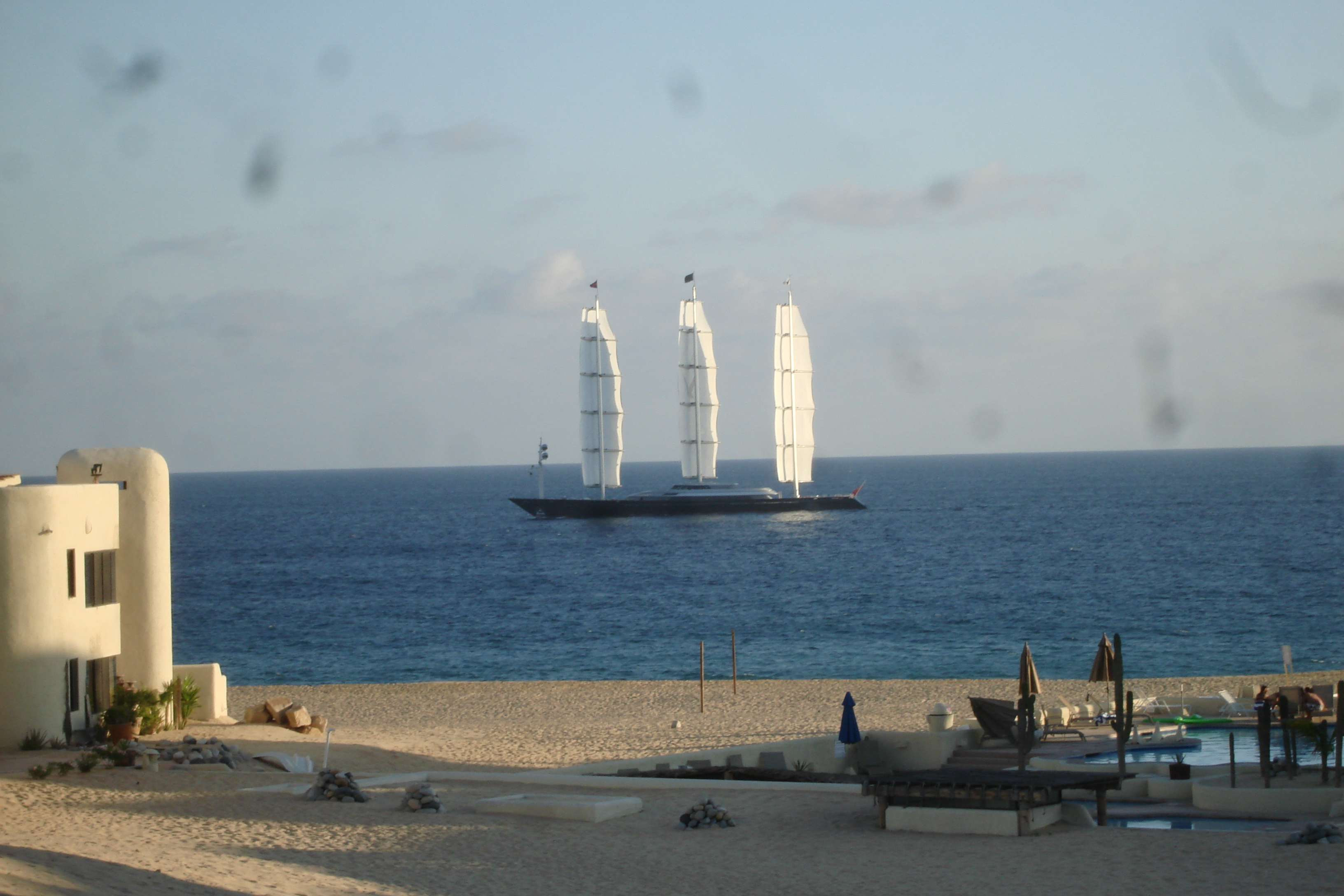
De Maltese Falcon onder zeil voor de kust van Cabo San Lucas, Mexico.

De Maltese Falcon is een 88 meter lang zeiljacht met DynaRig – een type tuigage – aan drie masten van 58 meter hoog.
Het jacht is – net als de Athena – ontworpen door Gerard Dijkstra. Tom Perkins heeft de opdracht gegeven. De bouw heeft plaatsgevonden bij Perini Navi in  Turkije waar het schip in 2006 te water is gelaten.
Nadat het gebouwd was voor 135 miljoen euro is het in april 2009 voor 90 miljoen verkocht aan Elena Ambrosiadou.
Het schip is genoemd naar de roman The Maltese Falcon van Dashiell Hammett.

## DynaRig
De Maltese Falcon is getuigd volgens het DynaRig systeem dat door Wilhelm Prölss in 1960 te Hamburg is ontwikkeld ten behoeve van het economisch en milieuvriendelijker voortstuwen van een vrachtschip, het zogenaamde Dynaship. De masten – die kunnen roteren – zijn voorzien van ra-zeilen zoals bij dwarsgetuigde zeilschepen. Echter, hier sluiten de zeilen op het boven- en/of onderliggende zeil aan. De ra van het zeil is statisch gemonteerd aan de mast en de zeilen zijn opgeborgen in de mast. Het geheel wordt elektronisch-elektrisch-hydraulisch bestuurd zodat er een minimum aan bemanning nodig is voor de bediening ervan.

## Specificaties
- Ontwerp: Gerard Dijkstra
- Werf: Perini Navi
- Bouwjaar: 2006
- Lengte: 88 m
- Breedte: 12,90 m
- Waterverplaatsing: 1240 ton
- Mast lengte 58 m
- Zeiloppervlak: 2400 m²

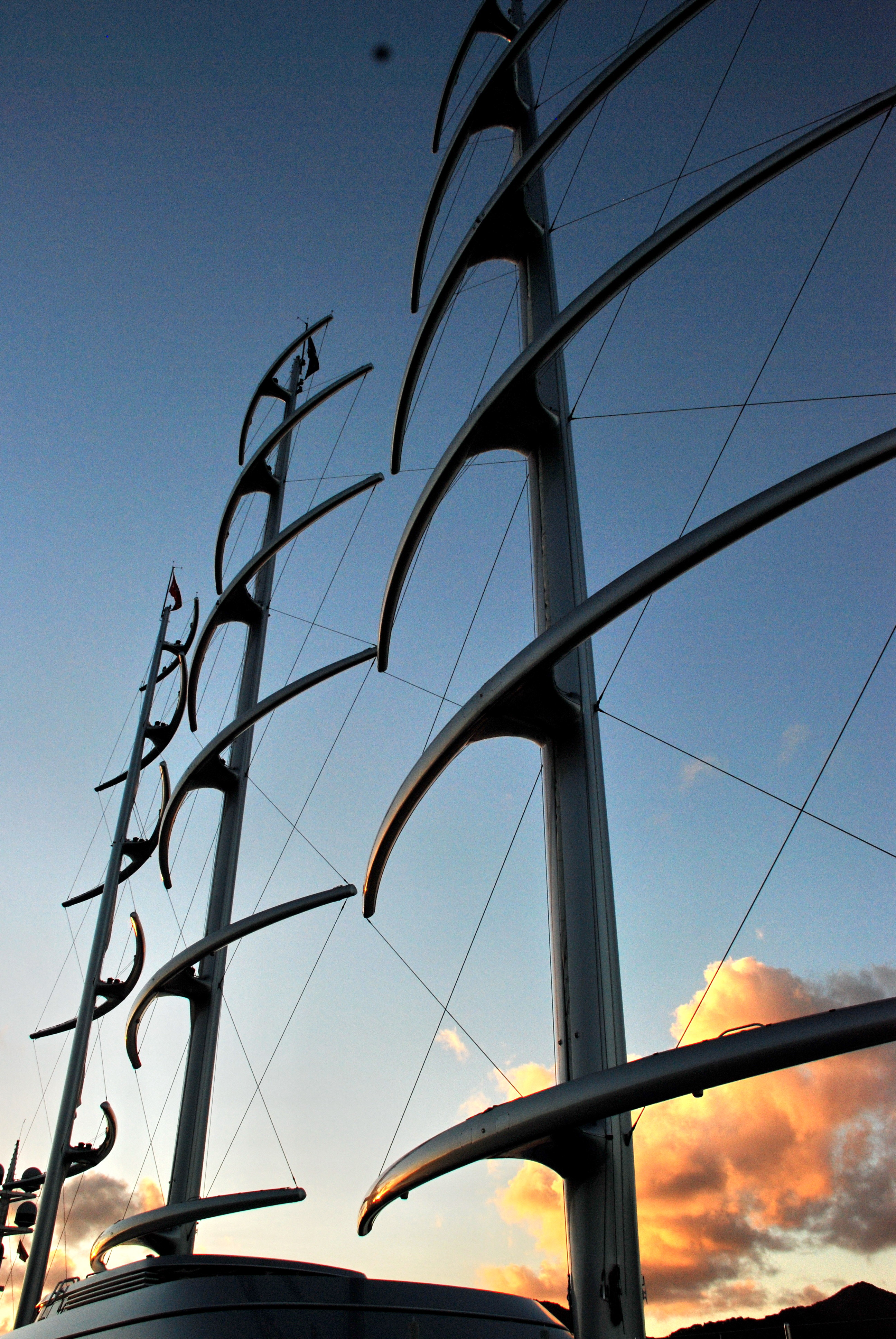
DynaRig masten en "dwarshout"

- Diepgang: 6 m (11 m met een zwaard)
- Gasten: 12
- Bemanning: 22
- Motoren: 2 x 1500 pk Deutz Kamewa met verstelbare schroeven
- Snelheid met motorkracht: 19,5 knopen